# Selección de fútbol sub-23 de Alemania
La Selección de fútbol sub-23 de Alemania es el equipo que representa al país en fútbol en los Juegos Olímpicos, así como en la Eurocopa Sub-21; y es controlado por la Federación Alemana de Fútbol.

## Palmarés
- Eurocopa Sub-21: 2

2009 - 2017

## Participaciones

### Juegos Olímpicos
| Juegos Olímpicos | Juegos Olímpicos      | Juegos Olímpicos      | Juegos Olímpicos      | Juegos Olímpicos      | Juegos Olímpicos      | Juegos Olímpicos      | Juegos Olímpicos      | Juegos Olímpicos      |
| Año              | Ronda                 | J                     | G                     | E                     | P                     | GF                    | GC                    | DIF                   |
| ---------------- | --------------------- | --------------------- | --------------------- | --------------------- | --------------------- | --------------------- | --------------------- | --------------------- |
| antes de 1988    | Véase Selección Mayor | Véase Selección Mayor | Véase Selección Mayor | Véase Selección Mayor | Véase Selección Mayor | Véase Selección Mayor | Véase Selección Mayor | Véase Selección Mayor |
| 1992             | No clasifico          | No clasifico          | No clasifico          | No clasifico          | No clasifico          | No clasifico          | No clasifico          | No clasifico          |
| 1996             | No clasifico          | No clasifico          | No clasifico          | No clasifico          | No clasifico          | No clasifico          | No clasifico          | No clasifico          |
| 2000             | No clasifico          | No clasifico          | No clasifico          | No clasifico          | No clasifico          | No clasifico          | No clasifico          | No clasifico          |
| 2004             | No clasifico          | No clasifico          | No clasifico          | No clasifico          | No clasifico          | No clasifico          | No clasifico          | No clasifico          |
| 2008             | No clasifico          | No clasifico          | No clasifico          | No clasifico          | No clasifico          | No clasifico          | No clasifico          | No clasifico          |
| 2012             | No clasifico          | No clasifico          | No clasifico          | No clasifico          | No clasifico          | No clasifico          | No clasifico          | No clasifico          |
| 2016             | Medalla de Plata      | 6                     | 3                     | 3                     | 0                     | 22                    | 6                     | +16                   |
| 2020             | Fase de grupos        | 3                     | 1                     | 1                     | 1                     | 6                     | 7                     | -1                    |
| Total            | 1/7                   | 9                     | 4                     | 4                     | 1                     | 28                    | 15                    | +13                   |

### Eurocopa

#### Como Alemania Occidental

##### Eurocopa Sub-23
| Año  | Resultado        |
| ---- | ---------------- |
| 1972 | Cuartos de final |
| 1974 | No clasificó     |
| 1976 | No clasificó     |

##### Eurocopa Sub-21
| Año  | Resultado        |
| ---- | ---------------- |
| 1978 | No participó     |
| 1980 | No participó     |
| 1982 | Finalista        |
| 1984 | Semifinales      |
| 1986 | No clasificó     |
| 1988 | Cuartos de final |
| 1990 | Cuartos de final |

#### Como Alemania Unificada

##### Eurocopa Sub-21
| Año  | Resultado        |
| ---- | ---------------- |
| 1992 | Cuartos de final |
| 1994 | No clasificó     |
| 1996 | Cuartos de final |
| 1998 | Cuartos de final |
| 2000 | No clasificó     |
| 2002 | No clasificó     |
| 2004 | Fase de grupos   |
| 2006 | Fase de grupos   |
| 2007 | No clasificó     |
| 2009 | Campeón          |
| 2011 | No clasificó     |
| 2013 | Fase de grupos   |
| 2015 | Semifinales      |
| 2017 | Campeón          |

## Convocatoria
1- Refuerzo para Río de Janeiro 2016